# Grb Svetog Martina
Grb Svetog Martina sadrži brod, palmu, sunce i natpis "Ile de St Martin" ("otok Sveti Martin").